# أولاف بودن
أولاف بودن (بالألمانية: Olaf Bodden) هو لاعب كرة قدم ألماني في مركز الهجوم، ولد في 4 مايو 1968 في كالكار في ألمانيا. لعب مع بوروسيا مونشنغلادباخ وميونخ 1860 وهانزا روستوك.

## وصلات خارجية
- أولاف بودن على موقع قاعدة بيانات كرة القدم.إي يو (الإنجليزية)
- أولاف بودن على موقع بيانات كرة القدم. دي إي (الألمانية)
- أولاف بودن على موقع Soccerway.com (الإنجليزية)
- أولاف بودن على موقع عالم كرة القدم.نت (الإنجليزية)